# Khelvachauri
Khelvachauri (in georgiano ხელვაჩაური) è un comune della Georgia, situato nella regione dell'Agiaria.